# 1997年中国中央电视台春节联欢晚会
1997年中国中央电视台春节联欢晚会（简称1997年央视春晚）是中国中央电视台于1997年2月6日（农历丙子十二月廿九除夕）為慶祝牛年新年舉辦的綜藝性文藝晚會，于当晚20:00播出。由袁德旺担任导演，赵忠祥、倪萍、程前、周涛、朱军、亚宁担任主持人。

## 节目单
| 序号 | 类型          | 节目名                                                                                 | 表演者 |
| 1    | 开场歌舞      | 《大团圆》                                                                             | 全体演员 |
| 2    | 歌曲          | 《手挽手心连心》                                                                       | 刘欢、蒋中一 |
| 3    | 小儿京剧      | 《菊坛新蕊》                                                                           | 胡晓楠、中国戏曲学校附中、河北艺术学校保定分校                                                                                           |
| 4    | 相声          | 《两个人的世界》                                                                       | 冯巩、牛群 |
| 5    | 歌舞          | 《青青世界》                                                                           | 那英 |
| 6    | 小品          | 《柳暗花明》                                                                           | 魏积安、高秀敏 |
| 7    | 歌舞          | 《真情永存》                                                                           | 宋祖英 |
| 8    | 小品          | 《过年》                                                                               | 郭达、蔡明、郭冬临 |
| 9    | 歌舞          | 《中国娃》                                                                             | 解晓东 |
| 10   | 小品          | 《三姐妹当兵》                                                                         | 孙涛、景风凌、王景、郭月 |
| 11   | 歌舞组合      | 《青春季节》                                                                           | 杨洋、金彪、苑冉、丝敏、嘉悦、李蓉、徐秀霞、高瑛、辛辛、刘莹莹、胡晶、李岩、蒋中一                                                       |
| 12   | 微型音乐剧    | 《天长地久》                                                                           | 王刚、尹相杰、孙悦、王静、佟铁鑫、袁莉、王新军                                                                                           |
| 13   | 相声小段      | 《送春联》                                                                             | 笑林、李国威 |
| 14   | 歌组合        | 《老唱片与激光唱盘》                                                                   | 马玉涛、胡松华、邓玉华、李双江、李光曦、聂建华、林依轮、李丹阳、魏英霞、王洪兰、雷湘、钟梅、季红、杨洋、陈明、冯晓泉、廖忠、伊杨、满文军 |
| 15   | 相声          | 《送您一支歌》                                                                         | 姜昆、戴志诚 |
| 16   | 歌曲          | 《春天的故事》                                                                         | 董文华 |
| 17   | 京剧名家名段  | 《流派纷呈》                                                                           | 于魁智、赵秀君、孟广禄、张建国、李海燕、尚长荣                                                                                           |
| 18   | 小品          | 《鞋钉》                                                                               | 黄宏、巩汉林 |
| 19   | 歌舞          | 《珠穆朗玛》                                                                           | 彭丽媛 |
| 20   | 小品          | 《红高粱模特队》                                                                       | 赵本山、范伟等 |
| 21   | 地方戏曲      | 《戏苑飘香》                                                                           | 小香玉、李东桥、李梅、马兰、刘芸、王超                                                                                                   |
| 22   | 幽默体操小品  | 《宇宙体操选拔赛》                                                                     | 陈佩斯、朱时茂、李宁、李大双、李小双、李敬、李春阳、李小鹏                                                                               |
| 23   | 歌曲          | 《拥抱明天》                                                                           | 林萍、毛宁、江涛 |
| 24   | 歌舞          | 《黄河鼓震》                                                                           | 郁钧剑、张也 |
| 25   | 小品          | 《戏里戏外》                                                                           | 牟洋、于海伦、黄玉玲 |
| 26   | 歌组合        | 《地方戏曲集锦》                                                                       | 孙静、耿维华、孙丽英、吕继宏、刘玉婉、梦鸽、王英民、陈小涛                                                                               |
| 27   | 相声          | 《京九演义》                                                                           | 侯耀文、石富宽 |
| 28   | 歌曲          | 《天使》                                                                               | 彭羚 |
| 29   | 相声小段      | 《送福》                                                                               | 唐杰忠、刘流 |
| 30   | 歌曲          | 《公元一九九七》                                                                       | 孙国庆、朱明瑛、韩磊、田震、孙楠、彭羚、王霞、左纯、冯桂荣                                                                               |
| 31   | 配乐诗朗诵    | 《北京时间》                                                                           | 赵忠祥、倪萍 |
| 32   |               | 零点钟声                                                                               | |
| 33   |               | 《新闻联播天气预报》主持人杨丹现场播报春节期间天气情况（在春晚音像制品中未收入该部分） | |
| 34   | 歌曲          | 《迎春钟声》                                                                           | 张华敏、李星、吕薇、陈思思、朱莎、刘春梅、相玲、潘军                                                                                     |
| 35   | 魔术          |                                                                                        | 秦鸣晓、马嘉仕、姚金芬 |
| 36   | 歌曲          | 《因为是你》                                                                           | 张宇 |
| 37   | 相声小段      | 《打传呼》                                                                             | 师胜杰、赵宝乐 |
| 38   | 歌曲          | 《走到一起来》                                                                         | 陈红、红豆、张迈、罗中旭、谢若琳、韩特、程琳琳、陈少华                                                                                   |
| 39   | 歌舞组合      | 《民族欢歌》                                                                           | 彭晓虹、金凤浩、范秀冬、张宁、安伟、宗庸、卓玛、段乐、张娟、古丽夏提、曲比阿乌、刘媛媛                                                   |
| 40   | 主题歌        | 《手挽手心连心》                                                                       | 蒋大为、关牧村、卢秀梅、刘斌、张继红、徐樱                                                                                               |
| 41   | 结束曲/片尾曲 | 《难忘今宵》（最后一曲）                                                               | 结尾伴奏 |

## 影响
本届春晚中所演唱的歌曲《春天的故事》，成为广泛传唱的歌曲；由于当时香港回归在即，该年春晚的部分节目反映了香港回归的主题，相声《京九演义》的故事情节以京九铁路的建设为背景，零点报时前的歌曲《公元一九九七》更在香港回归前后广为流传。
另外，朱军为首次担任春晚的主持人，此后在1998-2017年主持春晚。